# Doithrix hamiltoni
Doithrix hamiltoni är en tvåvingeart som beskrevs av Ole Anton Saether och James E. Sublette 1983. Doithrix hamiltoni ingår i släktet Doithrix och familjen fjädermyggor.
Artens utbredningsområde är British Columbia. Inga underarter finns listade i Catalogue of Life.